# Preferisco Beethoven
Preferisco Beethoven (Play It Again, Charlie Brown) è uno speciale televisivo d'animazione del 1971 diretto da Bill Melendez. È il settimo speciale basato sui Peanuts di Charles M. Schulz. 
Il film è stato il primo della serie ad andare in onda negli anni settanta. Fu trasmesso negli Stati Uniti su CBS il 28 marzo 1971, quasi un anno e mezzo dopo L'estate passa in fretta, Charlie Brown!; il film cinematografico Arriva Charlie Brown era stato distribuito tra i due speciali. È anche il primo a non avere per protagonista Charlie Brown o Snoopy.

## Trama
Lucy ingaggia Schroeder come pianista per il programma dell'associazione genitori-insegnanti, omettendo che dovrà suonare musica rock, genere che egli non tollera. Inizialmente riluttante dopo aver scoperto la verità, Schroeder si lascia convincere da Charlie Brown a partecipare con lui alle prove, insieme a Snoopy e Pig Pen. Ma il giorno dell'esibizione si rifiuta di suonare, credendo che Beethoven non lo perdonerebbe mai se suonasse il rock. Fortunatamente Lucy ha la soluzione: musica rock in lattine spry.

## Produzione
Il film è il primo della serie nel quale Charlie Brown non è doppiato da Peter Robbins, qui sostituito da Chris Inglis, poiché la voce di Robbins si era abbassata dall'ultimo film. Inoltre, tutti i doppiatori presenti dal primo speciale, a eccezione di Bill Melendez, furono sostituiti da altri.

## Colonna sonora
La colonna sonora consiste in diverse opere di Ludwig van Beethoven, mentre i pezzi rimanenti sono di Vince Guaraldi, John Scott Trotter e Harry Bluestone. Trotter si è anche occupato della direzione musicale, per cui è stato candidato per un Premio Emmy.

## Distribuzione

### Edizione italiana
In Italia, il film andò in onda a distanza di oltre un anno dai precedenti; fu trasmesso dal Programma Nazionale come speciale di Natale, la sera della vigilia del 1971, all'interno del programma Mille e una sera. Dal 1982 è stato trasmesso da Canale 5 con un altro doppiaggio, assieme agli altri speciali. Successivamente è stato trasmesso da Junior TV con un ulteriore ridoppiaggio, all'interno della serie The Charlie Brown and Snoopy Show, con il titolo Suonala ancora Charlie Brown. Nel 2023 è stato ridoppiato per la terza volta, per la distribuzione in streaming su Apple TV+ come parte della serie I classici Peanuts, con il titolo Suona ancora, Charlie Brown.

### Doppiaggio
| Personaggio    | Doppiatore originale | Doppiatore italiano (1971) | Doppiatore italiano (1982) | Doppiatore italiano (anni 90) | Doppiatore italiano (2023) |
| -------------- | -------------------- | -------------------------- | -------------------------- | ----------------------------- | -------------------------- |
| Schroeder      | Danny Hjelm          | Mauro Gravina              | Milena Albieri             | Guido Bettali                 | Vittorio Thermes           |
| Lucy Van Pelt  | Pamelyn Ferdin       | Monica Gravina             | Graziella Porta            | Renata Bertolas               | Sara Labidi                |
| Charlie Brown  | Chris Inglis         |                            | Daniela Fava               | Martino Consoli               | Arturo Sorino              |
| Pig Pen        | Chris Inglis         |                            | Milena Albieri             | Angiolina Gobbi               | Diegolorenzo Croce         |
| Snoopy         | Bill Melendez        | Bill Melendez              | Bill Melendez              | Bill Melendez                 | Bill Melendez              |
| Linus Van Pelt | Stephen Shea         |                            | Lisa Mazzotti              | Renata Bertolas               | Leonardo Cococcia          |
| Piperita Patty | Christopher DeFaria  | Roberta Paladini           | Laura Merli                | Francesca Vettori             | Ilaria Pellicone           |
| Sally Brown    | Hilary Momberger     | Emanuela Rossi             | Laura Merli                | Angiolina Gobbi               | Matilde Ferraro            |
| Frieda         | Lynda Mendelson      | Liliana Sorrentino         | Laura Merli                |                               | Alice Pantile              |

### Edizioni home video
Il film è stato distribuito da Hobby & Work in VHS e DVD con il terzo doppiaggio e con il titolo Provaci ancora, Charlie Brown.

## Riconoscimenti
1972 – Primetime Emmy Awards
- Nomination Outstanding Achievement in Children's Programming - Individuals a John Scott Trotter